# Craig Ziadie
Craig Ziadie (ur. 20 września 1978 w Pembroke Pines na Florydzie) – jamajski piłkarz występujący jako prawy obrońca w amerykańskim klubie New York Red Bulls. Choć urodził się w Stanach, Ziadie dorastał w Kingston na Jamajce i to właśnie na reprezentowanie tego kraju się zdecydował. Debiutował w reprezentacji 20 listopada 2002 w meczu z Japonią.